# Педро Леон
Педро Леон Санчес Хіл (ісп. Pedro León Sánchez Gil, нар. 24 листопада 1986, Мула,  Іспанія) — іспанський футболіст, нападник команди «Ейбар».
15 липня 2010 року було повідомлено, що Реал Мадрид готовий заплвтити за талановитого нападника 10 мільйонів євро. Гравець пройшов медогляд і наступного дня був офіційно представлений. Мав напружені стосунки з тодішнім напутником мадридців Жозе Моурінью. На початку лютого 2011 року трапився неприємний інцидент за участю Леона: він і його партнер по команді Фернандо Гаго зчинили бійку під час тренувального процесу, за що обидва були відсторонені від гри проти Севільї у Кубку Іспанії. Через брак ігрового часу і загальне незадоволення гравця, Челсі зробило спробу орендувати вінгера, однак угода зірвалася, як стверджував Педро з провини Моурінью.
У літнє міжсезоння 2011 року повернувся у Хетафе як орендований гравець. Згодом гравець підписав повноцінну угоду.
Через фінансові негаразди і пониження команди в класі Леон зважився на пошук нової команди. 5 липня 2016 було оголошено про дворічну угоду нападника з «Ейбар».